# Gunung Burung (berg i Indonesien, lat 4,43, long 96,47)
Gunung Burung är ett berg i Indonesien.   Det ligger i provinsen Aceh, i den västra delen av landet, 1 700 km nordväst om huvudstaden Jakarta. Toppen på Gunung Burung är 1 215 meter över havet, eller 73 meter över den omgivande terrängen. Bredden vid basen är 1,1 km.
Terrängen runt Gunung Burung är varierad. Runt Gunung Burung är det mycket glesbefolkat, med 3 invånare per kvadratkilometer. I omgivningarna runt Gunung Burung växer i huvudsak städsegrön lövskog.